# Mark Prettenthaler
Mark Prettenthaler (* 11. April 1983 in  Graz) ist ehemaliger österreichischer Fußballspieler auf der Position eines Abwehrspielers.

## Karriere
Prettenthaler spielte in seiner Jugend beim ESV Austria Graz und dem SK Sturm Graz, ehe er über die zweite Mannschaft der Grazer den Weg zum FC Gratkorn fand. In der Saison 2004/05 stand er beim Bundesligisten ASKÖ Pasching unter Vertrag. Dort kam er allerdings zu keinem Meisterschaftseinsatz, kam aber zu einer Reihe von Einsätzen für die zweite Mannschaft des Klubs, die zu dieser Zeit in einer Spielgemeinschaft (SPG) mit dem SK St. Magdalena in Erscheinung trat. In der Winterpause 2004/05 erfolgte sein Wechsel in die zweitklassige Erste Liga zur Kapfenberger SV.
Nach eineinhalb erfolgreichen Jahren in Kapfenberg unterschrieb Mark Prettenthaler in der Saison 2006/07 einen Vertrag bei Sturm Graz. Sein erstes Bundesligator in Österreich gelang ihm gleich bei seinem ersten Bundesligaeinsatz am 23. Juli 2006 bei einer 4:1-Niederlage gegen Rapid Wien. In diesem Spiel wurde er in der 46. Minute für Jürgen Säumel eingewechselt. Nach Saisonende 2007/08 wechselte der Grazer nach Deutschland zum FC Augsburg. Dort zog er sich im Oktober einen Kreuzbandeinriss zu. Bis zu diesem Zeitpunkt hatte er lediglich ein einziges Spiel bestritten, als er im DFB-Pokal gegen den SC Paderborn 07 durchspielte. Am 8. März 2009 spielte er schließlich sein erstes Meisterschafts-Match für Augsburg und erzielte dabei sein erstes Bundesliga-Tor in Deutschland beim 1:1-Unentschieden gegen den 1. FSV Mainz.
Am 30. Juni 2009 wechselte der Grazer erneut zum SK Sturm Graz, bei dem er einen Zweijahresvertrag unterzeichnete.
Am 1. Februar 2010 unterzeichnete Prettenthaler einen Vertrag bei Bundesligist LASK Linz. Am 12. Mai 2010 gab der LASK Linz jedoch bekannt, den Vertrag des Steirers für die kommende Saison nicht mehr zu verlängern. Daraufhin wechselte der Grazer innerhalb von Oberösterreich zur SV Ried. Am Ende der Saison 2010/11 wurde er österreichischer Pokalsieger, musste den Verein jedoch bald darauf verlassen, nachdem er am 19. Mai 2011 wegen schwerer Körperverletzung verurteilt wurde, nachdem er im Dezember des Vorjahres einer Frau das Nasenbein gebrochen hatte.
Am 31. August 2011 gab die Kapfenberger SV die Verpflichtung des Abwehrspielers bekannt, bei dem er nach nur zwei absolvierten Ligapartien aufgrund eines Seitenbandeinrisses im Knie für rund zwei Monate pausieren musste, sich danach jedoch zur Stammkraft hocharbeitete, aber in den letzten drei Meisterschaftspartien wieder aufgrund eines Kahnbeinbruchs ausfiel. Im Juni 2012 unterschrieb er einen Zweijahresvertrag beim FC Pasching in der drittklassigen Regionalliga Mitte, kam für diesen im Ligabetrieb jedoch nur in 13 Partien zum Einsatz. Im Mai 2013 wurde er mit dem FC Pasching abermals österreichischer Pokalsieger und schloss die Saison mit dem Team auf Rang 2 hinter LASK Linz ab.
Nachdem der Linksverteidiger die Saison 2013/14 noch als Stammkraft in der Abwehrreihe des Drittligisten abschloss und es auf 27 Ligaeinsätze, drei -treffer und zwei -assists brachte, wechselte er in der Sommerpause vor der Spielzeit 2014/15 wieder in die österreichischen Bundesliga zum SC Wiener Neustadt, wo er einen Einjahresvertrag plus Option auf ein weiters Jahr unterschrieb. Der Verein zog die Option nicht und ließ den Vertrag im Sommer 2015 auslaufen. Prettenthaler hatte es bis dahin auf 20 Ligaspiele gebracht, fiel aber im Laufe der Saison mehrmals aus, unter anderem in den ersten beiden Monaten aufgrund eines Muskelfaserrisses. Nach dem Ausscheiden im Sommer war er daraufhin ein halbes Jahr vereinslos.
Im Jänner 2016 wechselte er zum Zweitligisten SKN St. Pölten, bei dem er einen bis Juni 2016 gültigen Vertrag unterschrieb.
Nach Ablauf seines Vertrages in St. Pölten wechselte er im Sommer 2016 zum Regionalligisten SC Mannsdorf. Im Jänner 2017 schloss er sich dem siebtklassigen 1. FC Bisamberg an.

## Sonstiges
Seit Jahren tritt er neben dem Fußballspielen auch als Model in Erscheinung; seit 2015 gehört er der Wiener Agentur AMT Vienna an.
Seit 2016 ist er bei der Schantl ITH Immobilientreuhand GmbH mit Sitz in Wien als Immobilienmakler tätig.
Bereits davor hatte er von 2002 bis 2004 an der Universität Graz ein Sportstudium absolviert und machte danach im Jahr 2013 über die im Jahr darauf in Insolvenz gegangene WWEDU World Wide Education GmbH die Ausbildung zum diplomierten Immobilienmanager. Über die AIM Austrian Institute of Management GmbH absolvierte er um das Jahr 2014 Lehrgänge zur Erlangung des Master of Business Administration (MBA).

## Erfolge
- 3× Österreichischer Pokalsieger 2010, 2011 und 2013